# Gilbert de Bourbon-Montpensier

Gilbert de Bourbon-Montpensier (1443 – 15 października 1496, w Pozzuoli) - od 1486 hrabia Montpensier i delfin Owernii. Syn Ludwika I de Bourbon-Montpensier.

## Dziedzictwo
Gilbert był pierwszą osobą, po podzieleniu Owernii na części w średniowieczu, w której żyłach płynęła krew wszystkich trzech dynastii rządzącymi trzema głównymi częściami Owernii - hrabstwa, księstwa, i delfinatu. Jego matka - Gabriella de La Tour, mimo że nie była dziedziczką ze względu prawo salickie zabraniające kobietom dziedziczenia, pochodziła z rodziny hrabiów Owernii i Boulogne. Babka Gilberta ze strony ojca - Maria de Berry, księżna Burbonii, była dziedziczką księstwa Owernii. Ziemie rodzin de Berry i Burbonów powstały z terenów skonfiskowanych hrabstwu Owernii przez Filipa II Augusta, króla Francji. Prababka Gilberta ze strony ojca – Anna d'Auvergne – była córką delfina Owernii i po wygaśnięciu linii swojego brata została dziedziczką tych ziem.
Mimo że Gilbert był niezaprzeczalnym dziedzicem całej Owernii, jako głowa młodszej gałęzi rodziny Burbonów, otrzymał Montpensier i delfinat jedynie jako apanaże od swojej rodziny.

## Życie
Kiedy jeszcze żył jego ojciec, Gilbert nosił tytuł comte-dauphin (hrabia-delfin). Wprawił się w bojach po raz pierwszy w 1471 i 1475, podczas walk z Karolem Zuchwałym, księciem Burgundii. Potem podczas wojny między królową-regentką Anną Bretońską, a Franciszkiem II, księciem Bretanii, Gilbert pozostał wierny królowej.
W 1495, w czasie wojen włoskich król Karol VIII Walezjusz mianował go wicekrólem Neapolu po tym, jak zdobył to miasto. Jeszcze w tym samym roku, zjednoczeni Neapolitańczycy i Hiszpanie pod wodzą Gonzalo Fernándeza de Córdoby wypędzili Francuzów z Neapolu.

## Małżeństwo
24 lutego 1482 Gilbert poślubił Klarę Gonzaga (1 lipca 1464 – 2 czerwca 1503), córkę Fryderyka I Gonzagi z Mantui. Para miała dzieci:
1. Ludwikę, księżną Montpensier (1482–1561), ostatecznie dziedziczkę wszystkich ziem rodu Burbon, ale nie ich tytułów,
2. Ludwika II, hrabiego Montpensier (1483–1501),
3. Karola III, księcia Burbonii i hrabiego Montpensier (1489–1527, w bitwie), od 1503 głowę całego rodu Burbonów,
4. Franciszka, księcia Châtellerault (1492–1515, w bitwie pod Marignano),
5. Renatę, panią Mercoeur (1494–1539, w Nancy), od 1515 żonę Antoniego, księcia Lotaryngii,
6. Annę (1495–1510, w Hiszpanii).